# Mary Peters (Leichtathletin)

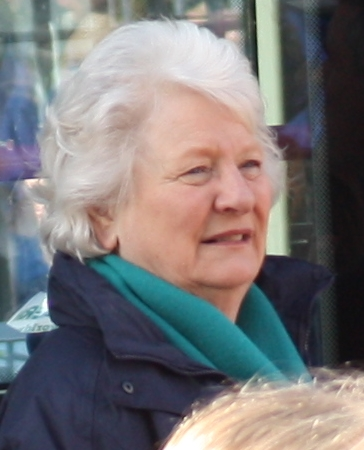
Mary Peters (2010)

Lady Mary Elizabeth Peters LG, CH, DBE (* 6. Juli 1939 in Halewood, Merseyside) ist eine ehemalige britische Leichtathletin. 1972 war sie Olympiasiegerin im Fünfkampf.
1964 in Tokio nahm sie das erste Mal an den Olympischen Spielen teil und erreichte einen 4. Platz. Nach einem 9. Platz bei den Olympischen Spielen 1968 in Mexiko-Stadt gewann Peters bei den Olympischen Spielen 1972 in München die Goldmedaille im Fünfkampf, was mit 4801 Punkten auch gleichzeitig Weltrekord war, vor der deutschen Favoritin Heide Rosendahl (Silber) und der DDR-Sportlerin Burglinde Pollak. 
Für Nordirland startend gewann sie bei den British Commonwealth Games 1974 ebenfalls Gold im Fünfkampf vor der Nigerianerin Modupe Oshikoya (Silber) und der Engländerin Ann Wilson (Bronze). Bereits 1966 hatte sie eine Silbermedaille erreicht, 1970 eine Goldmedaille.
Für ihre sportlichen Erfolge und ihr karitatives Wirken erhielt Mary Peters mehrere Auszeichnungen und Ehrungen. So wurde sie unter anderem 1972, nach ihrem Olympiasieg, zur BBC Sports Personality of the Year, zum Sportler des Jahres in Großbritannien, gewählt.
2000 wurde sie als Dame Commander des Order of the British Empire geadelt und führte fortan den Namenszusatz Dame. 2019 wurde sie als Lady Companion in den Hosenbandorden aufgenommen und führt seither den ranghöheren Namenszusatz Lady.